# Constitución de Fiyi de 1997
La Constitution de Fiyi fue la ley suprema de Fiyi desde la adopción del último texto en 1997 hasta 2009, cuando el presidente Josefa Iloilo la abolió. También se suspendió durante un periodo tras el golpe de Estado de 2000 dirigido por el comodoro Frank Bainimarama. Dentro de sus características se encuentra un mayor pluralismo, pues con respecto al texto de 1990 permite que los no fiyianos tengan una mayor participación en la vida política del país. 